# Rhizophora mangle
Palétuvier rouge, Mangle-chandelle
Espèce
Classification phylogénétique
Statut de conservation UICN

 LC  : Préoccupation mineure
Le palétuvier rouge ou mangle-chandelle (Rhizophora mangle) est une espèce de plantes à fleurs du genre Rhizophora et de la famille des Rhizophoraceae. C'est un arbuste ou un petit arbre tropical sempervirent qui pousse dans l'estran et qui s'ancre dans la vase de la mangrove grâce à ses imposantes racines-échasses disposées en arceaux.

## Dénominations

### Étymologie
Le nom de genre Rhizophora vient du grec ρίζα / rhiza, « racine », et φoρός / phoros, « qui porte » de φέρω / phero, « porter », manière de désigner les racines échasses des mangliers et palétuviers.
Le épithète spécifique mangle, vient d'une langue amérindienne (taïno ou caraÏbe) (Joan Corominas).
En 1703, le botaniste pré-linnéen qui fit plusieurs voyages aux Antilles, Charles Plumier, a créé le genre Mangles et donné une planche d’illustrations des fleurs et du fruit qui germe sur l’arbre en donnant une longue radicule  – ce qui permet de reconnaitre l’espèce Rhizophora mangle L., de Linné.

### Nom vernaculaires
Parmi les noms vernaculaires de la plante, citons : mangle colorado, mangle rojo, manglier chandelle, manglier noir, manglier ou palétuvier rouge.

## Description

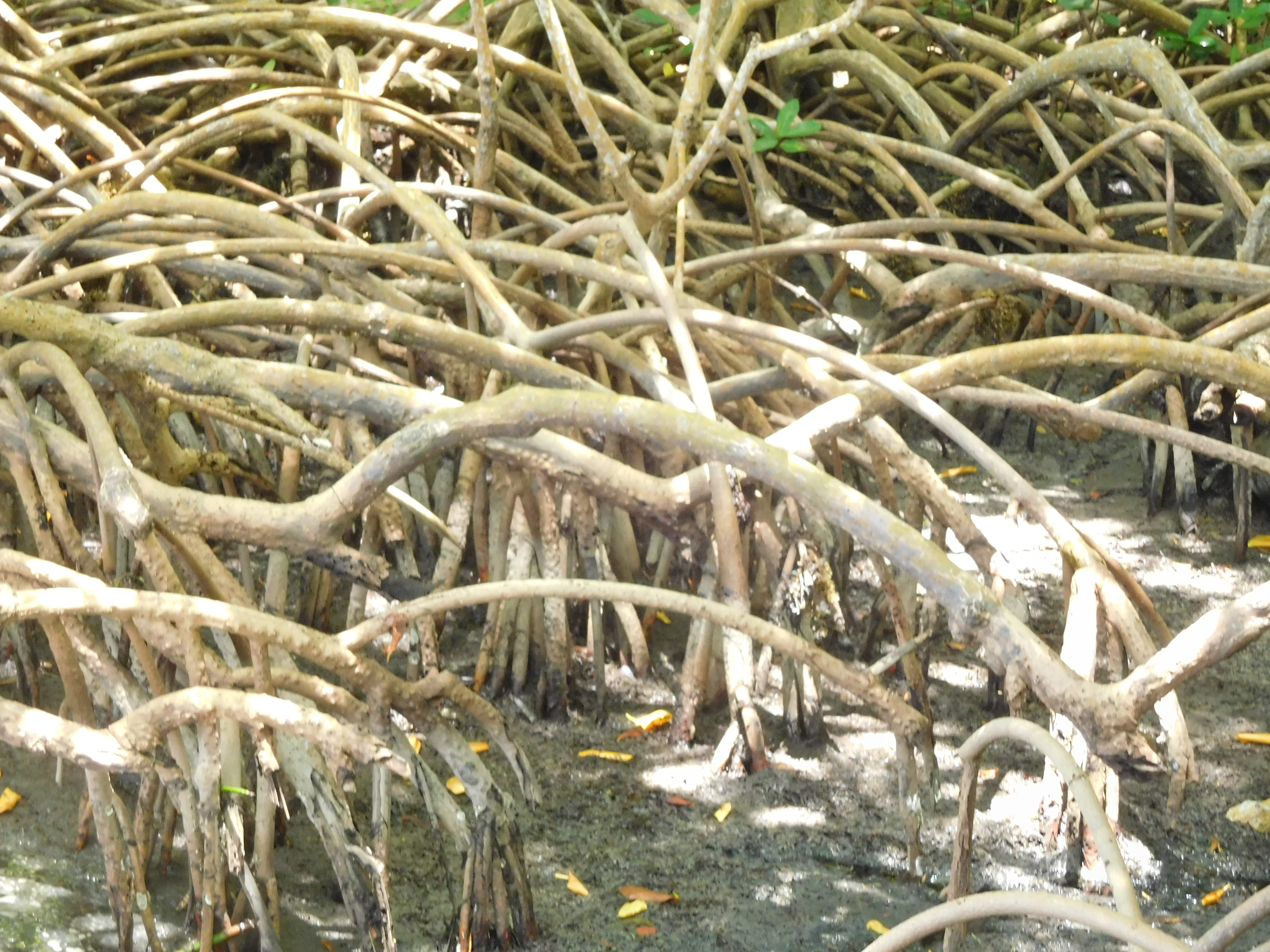
Racines-échasses.

C'est un arbuste ou petit arbre (de 3 à 8 m aux Antilles) aux branches couvertes de cicatrices foliaires et aux racines-échasses.
Ses épaisses feuilles résistantes aux embruns sont coriaces, elliptiques à obovales, de 8-16 × 4-7 cm, à base cunéiforme.
La fleur comporte un calice jaune de 13 mm, épais et coriace, 4 pétales jaune pâle, lancéolés, coriaces, à marge cotonneuse et 8 étamines.
Les graines germent directement sur l'arbre et développent une radicule d'une trentaine de centimètres de long.
Lorsque le fruit et sa radicule se détachent, ils s'enfoncent comme une torpille dans la vase ou flottent sur l'eau et sont emportés au loin.

## Écologie

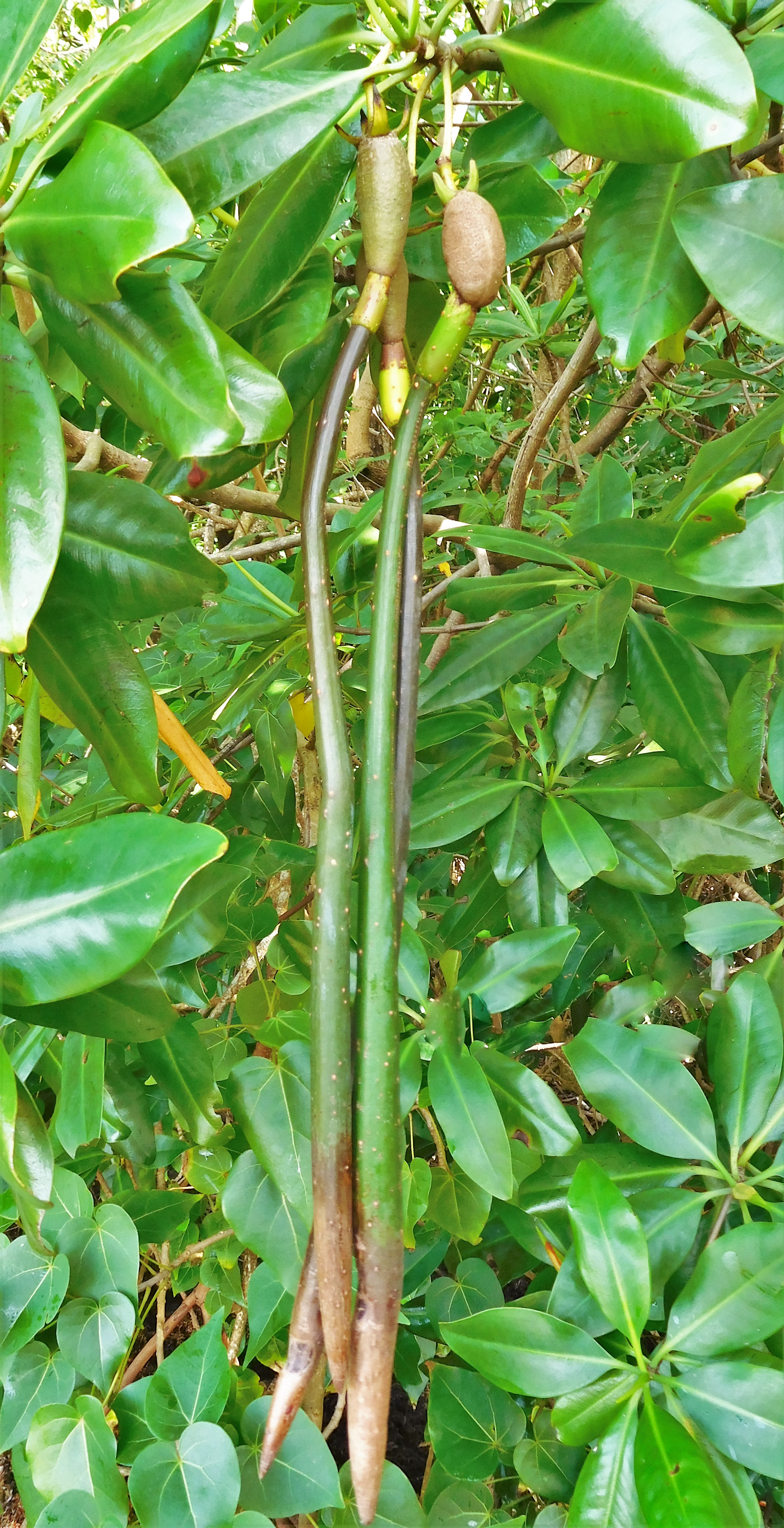
Radicules

Ce mangle est largement réparti puisqu'on le trouve en Floride, au Mexique, en Amérique centrale, aux Antilles, en Amérique du Sud et en Afrique occidentale.
Il est très commun dans les Antilles françaises, où sa taille est généralement réduite et où il est mélangé avec des palétuviers noirs (Avicennia germinans et Avicennia schaueriana). Dans la mangrove « haute » vers la terre, il se mélange par exemple avec le palétuvier blanc (Laguncularia racemosa) et le palétuvier gris (Conocarpus erectus) (Imbert et al., 1990).
C'est une espèce pionnière des mangroves.
Comme tous les palétuviers, il joue un rôle important de nurserie et de fixation des littoraux vaseux ou vaso-sableux. En première ligne lors des tempêtes, il peut en souffrir durement, mais les mangroves qu'il constitue semblent augmenter la résilience des écosystèmes littoraux et leur résistance face à certains aléas géoclimatiques (cyclones tropicaux, tsunami)

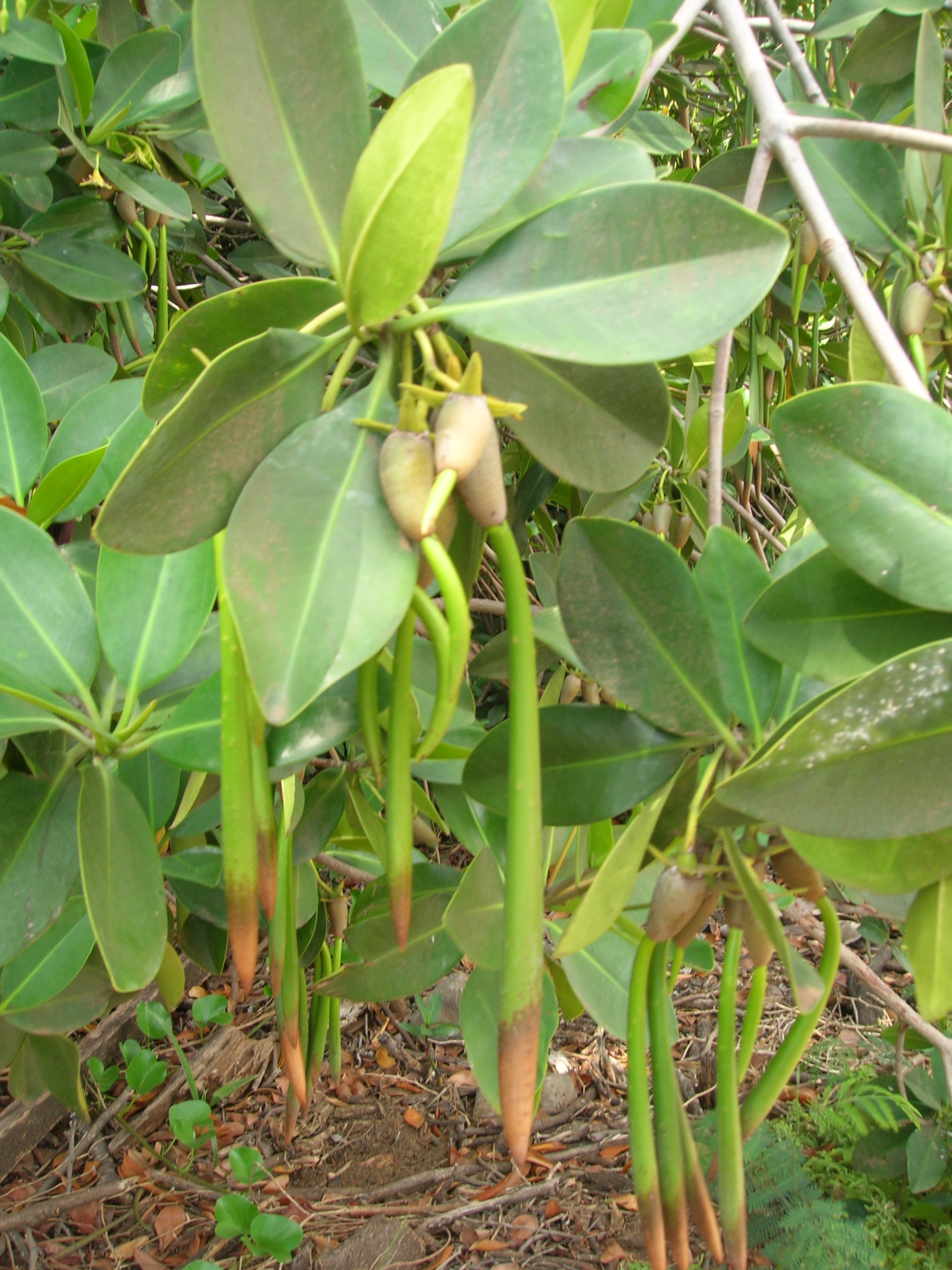
Fruits avec leur radicule, à Hawaï.
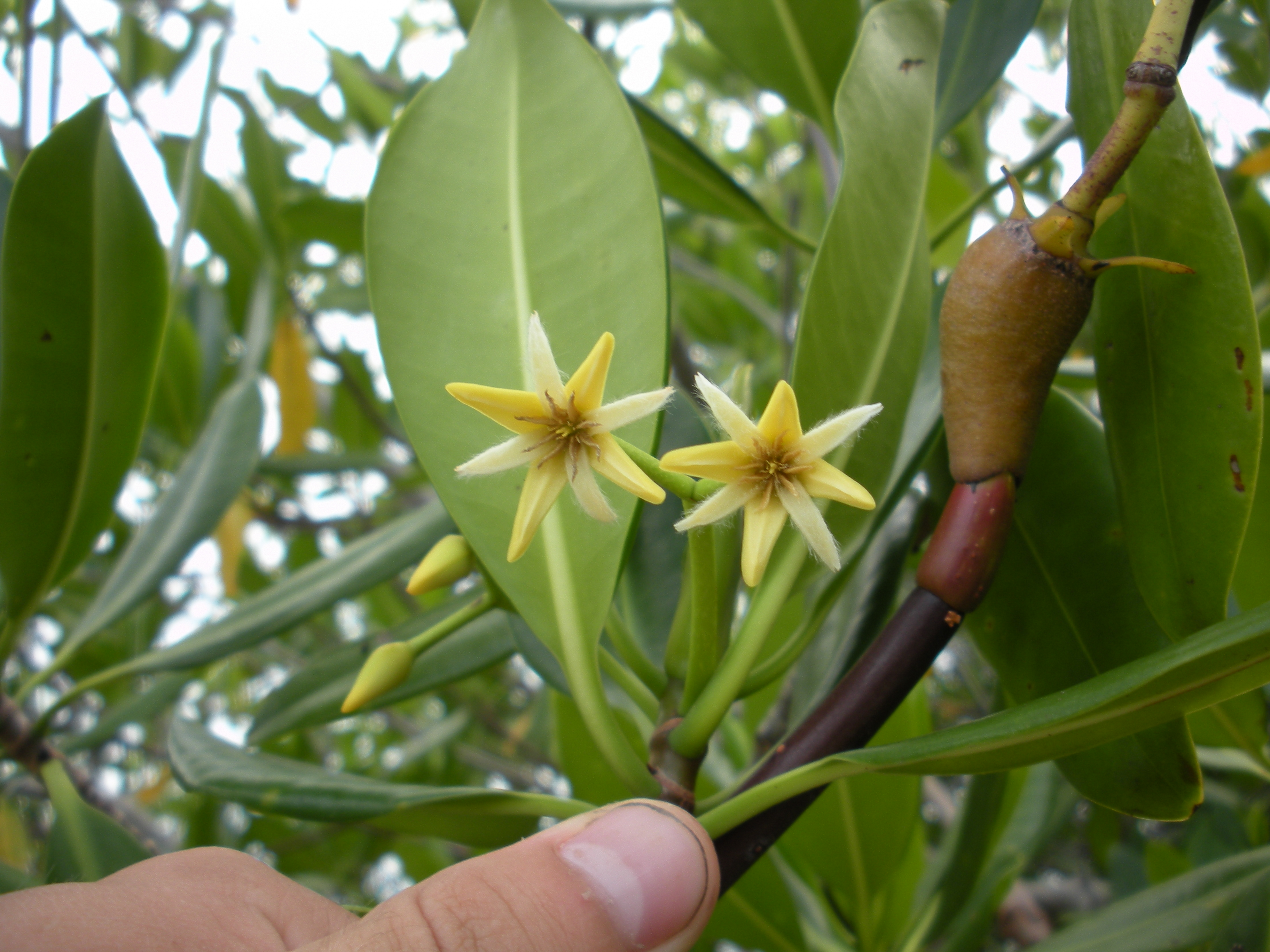
Fleurs, à Porto Rico.
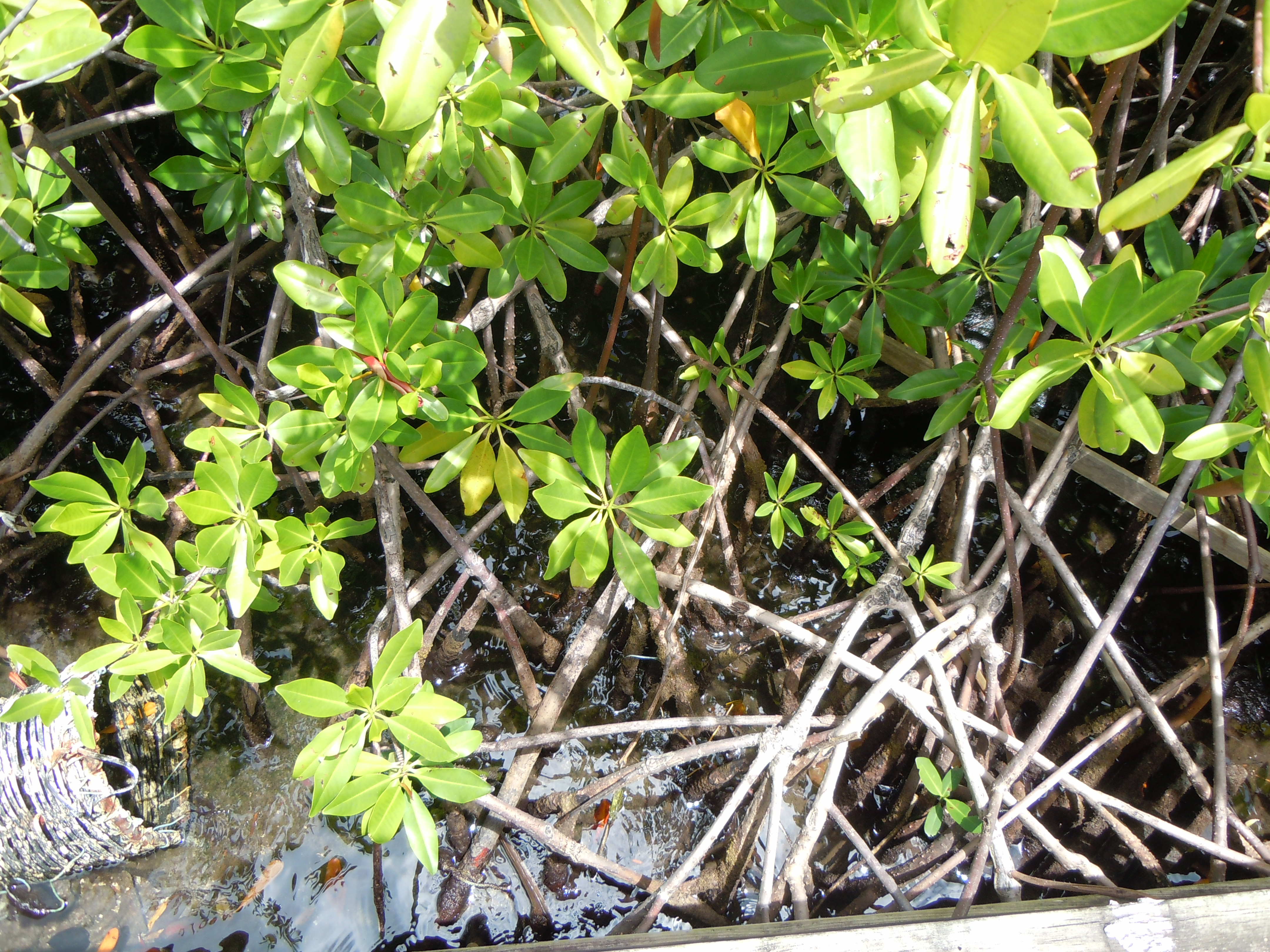
Feuilles et racines, en Martinique.
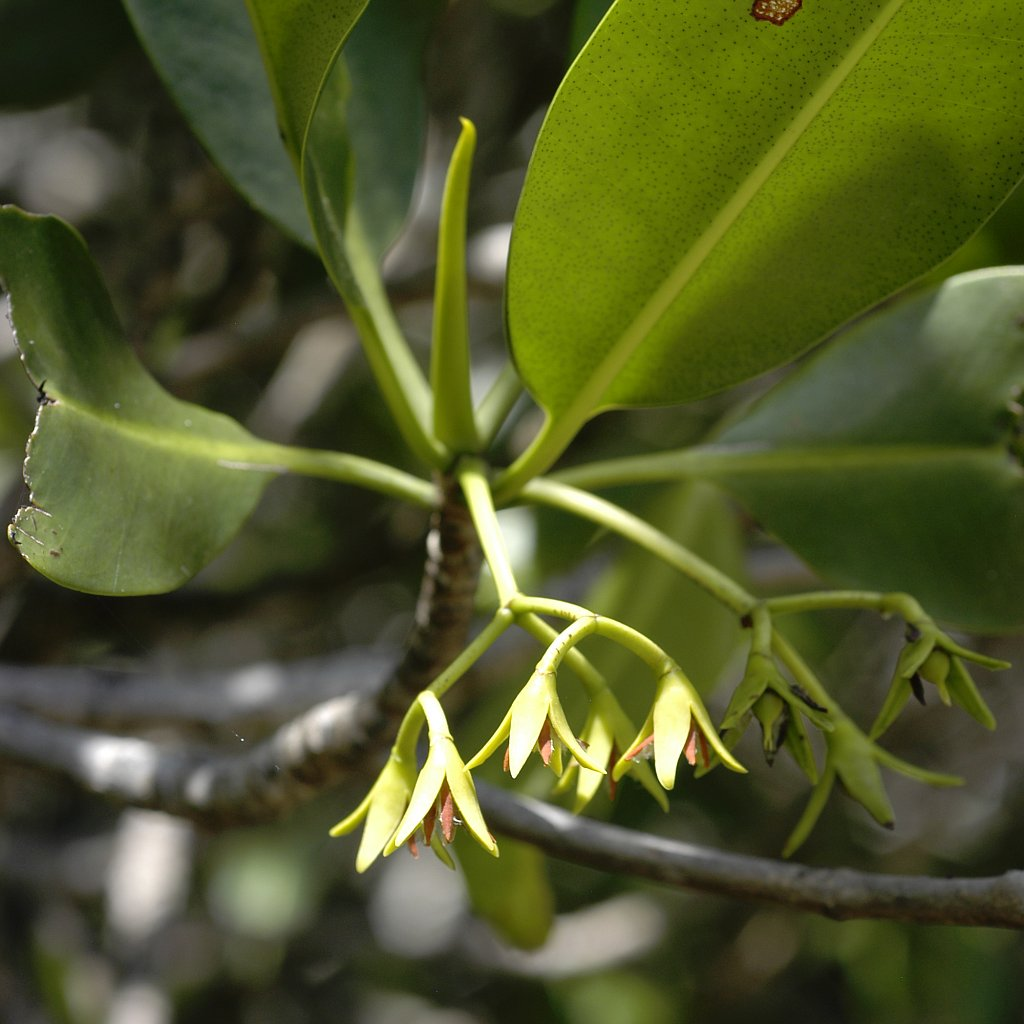
Inflorescence.
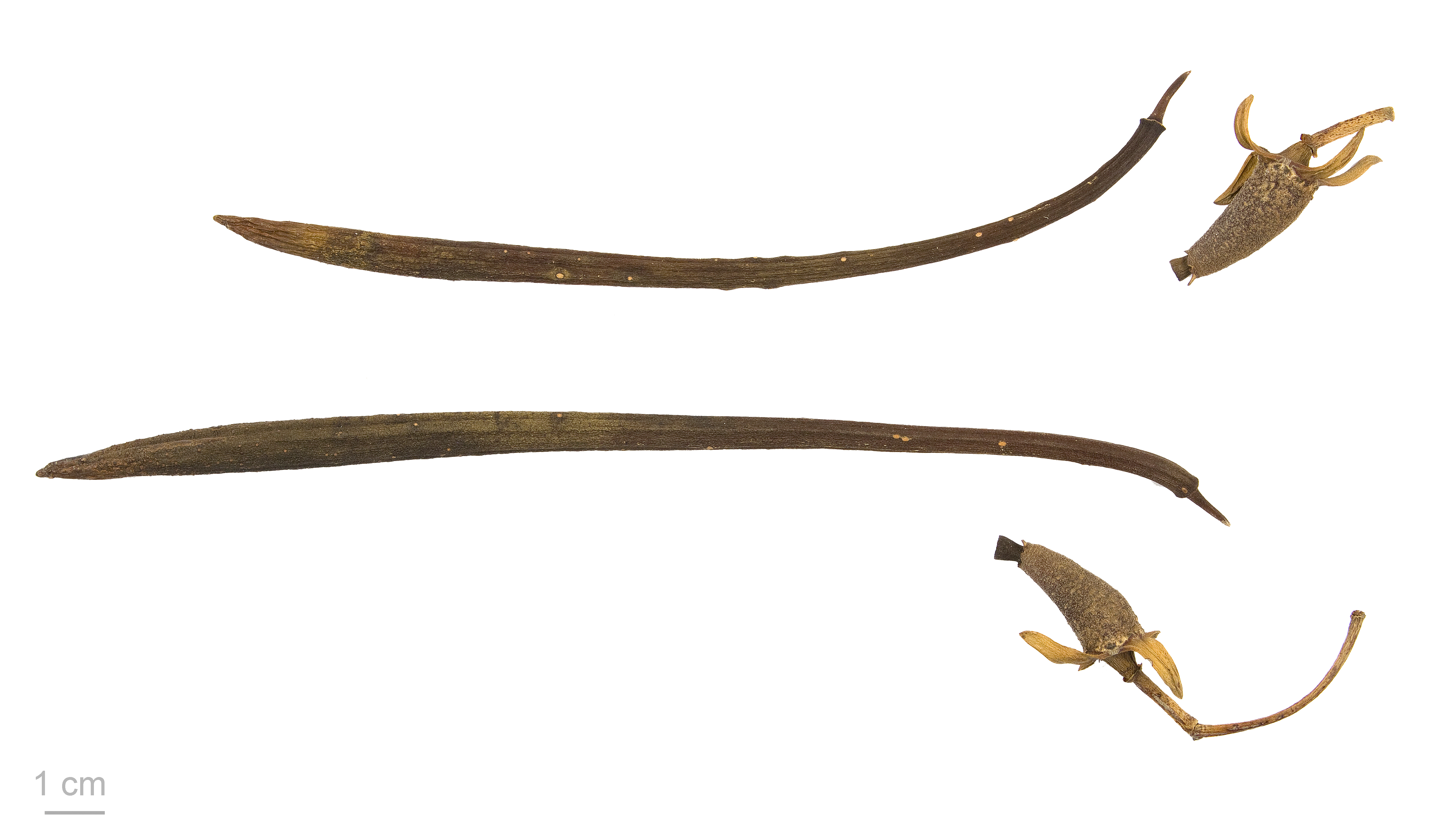
Graines au Muséum de Toulouse.

### Adaptations

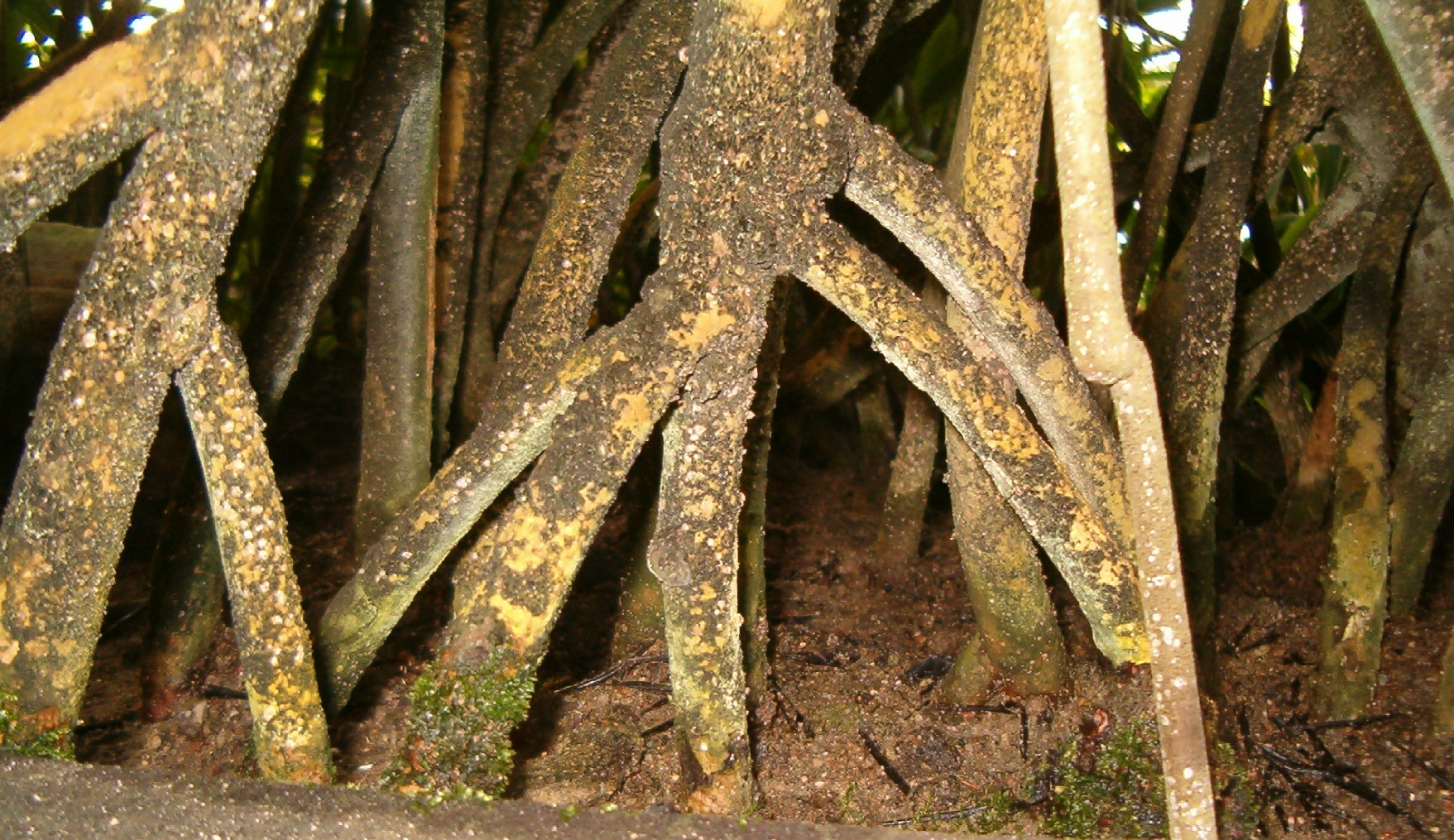
Racines.

Le palétuvier rouge est une espèce vivant dans des environnements salins et il croît en étant partiellement submergé dans l’eau. Il fait donc partie des halophytes et des hydrophytes et possèdent plusieurs adaptations lui permettant de résister à ces milieux particuliers. Cependant, avec les changements climatiques qui entrainent l’élévation du niveau de la mer, le sel sera poussé plus loin sur le sol lors des marées hautes, les mangroves doivent donc s’adapter à l’augmentation de la salinité tout en résistant aux cycles d’inondation qui sont de plus en plus prolongés.

#### Milieux submergés
R. mangle peut croitre dans des milieux engorgés d’eau où la diffusion de l’oxygène se fait beaucoup plus difficilement que dans un milieu gazeux. La principale raison pour laquelle les palétuviers rouges peuvent se procurer de l’oxygène dans un milieu submergé est le développement d’aérenchymes dans leurs racines. Ces aérenchymes sont présents chez la plupart des hydrophytes et consistent en un tissu contenant beaucoup d’espaces où les gaz peuvent diffuser.  Le palétuvier rouge est notamment muni de racines échasses, qu’on peut également appeler pneumatophores, qui se projettent au-dessus de l’eau afin de récupérer l’oxygène présent dans l’air. Les lenticelles présentes à la surface de ces racines captent cet oxygène, qui est ensuite transporté jusqu’aux parties submergés de l’organisme.

#### Milieux salins
Des études démontrent plusieurs adaptations réalisées par les palétuviers rouges en Afrique pour contrer ces changements environnementaux. L’une des réponses face au taux de salinité élevée est d’augmenter la densité de leurs vaisseaux afin de faciliter le transport de l’eau dans les environnements hyper salins.
De plus, lorsque le palétuvier absorbe les nutriments, ces derniers sont souvent en compétition entre eux pour être assimilés. Sur une base moléculaire, l’eau marine a une concentration 50 fois plus élevée de Na+ que de K+. Cependant, le potassium est plus essentiel que le sodium chez la plupart des plantes, car c'est un macroélément qui joue un très grand rôle enzymatique. Les halophytes, comme le palétuvier rouge, ont donc développé des mécanismes qui favorisent la sélection de K+ dans un environnement ayant un fort ratio Na+/K+. Dans certains cas, ces plantes peuvent même utiliser le sodium pour  remplacer certains rôles du potassium dans la cellule, particulièrement dans les ajustements osmotiques. Une fois les nutriments absorbés, le palétuvier rouge arrive à diminuer ses concentrations internes en ions. Il possède entre autres des glandes à sel et des vessies externes présentes sur les feuilles qui sont utilisées pour excréter certains ions afin de réguler la concentration d’ions dans les tissus.
Il pratique également la translocation où le sel sera accumulé dans les feuilles matures. Après un certain temps, ces feuilles seront perdues volontairement afin de se débarrasser du sodium.
Le palétuvier rouge s’est donc grandement adapté aux environnements salins. Sous des conditions naturelles, R. Mangle peut croitre dans des régions où la salinité varie de 0 à 90 % et sa survie au-dessus de cet intervalle semble être associée avec certains changements physiologiques et structuraux expliqués ci-haut. R. mangle possède une grande plasticité phénotypique en réponse à la salinité. Cette espèce arrive même à maintenir une pression osmotique interne très négative pour prévenir l’acquisition du sel lors de l’entrée d’eau dans la cellule.
Malgré la grande efficacité de ces processus d’exclusion et de régulation, certaines quantités de sel entrent inévitablement dans la plante et peuvent influencer certains aspects de sa croissance et de son développement. Par exemple, il a été démontré que la salinité pouvait affecter la productivité primaire, les ratios racine/pousse, la morphologie de la feuille, la grosseur du propagule et la structure de l’arbre.

#### Eau douce
On pensait le Palétuvier rouge inféodé aux côtes et à la présence d'eau salée, mais en 2021 on a découvert une mangrove à Rhizophora mangle dans la péninsule du Yucatán à 170 km de la côte, où elle subsiste en eau douce depuis 125 000 ans. C'est un écosystème relictuel qui s'est constitué quand le climat était plus chaud et la mer 6 à 9 m au-dessus du niveau actuel, et qui subsiste depuis la dernière période interglaciaire.

## Utilisations
Les palétuviers sont de bonnes plantes mellifères. Ils fleurissent toute l'année et leurs fleurs sont très appréciées par les abeilles. Le miel produit à partir de fleurs de palétuviers est appelé « miel de mangrove ».
Aux Antilles, son bois était utilisé pour le chauffage et l'écorce, riche en tanin, servait à tanner les peaux.